# はぁ・はぁ・テレパス 〜はじめてなのに超BINKAN〜
『はぁ・はぁ・テレパス 〜はじめてなのに超BINKAN〜』（はぁはぁテレパス はじめてなのにちょうびんかん）は2004年1月30日にSAGA PLANETSより発売された18禁恋愛アドベンチャーゲームである。
また、はぁ・はぁ・テレパスは、上記タイトルの主題歌でもある。
ダウンロード版は『敏感女子校生、尽くしたいの！』にタイトルが変更されている。

## ストーリー
柴崎翔太は、神社の石段から転げ落ちた藤本美羽とぶつかってしまう。彼はこの事件がきっかけで、彼女の心の中がわかるようになってしまった。そんなある日、翔太は美羽から交際を持ちかけられるが、彼女は少しさわっただけで感じてしまうという、超敏感体質であった。

## 登場人物
柴崎翔太
主人公。
藤本美羽（ふじもと みはね）
声：涼森ちさと
ひょんな事から交際することになった、本作のメインヒロイン。超敏感体質。
神原まな（かんばら まな）
声：紬叶慧
翔太の義妹だが、両親の離婚で離ればなれになっていた。
新井莉子（あらい りこ）
声：田中美智
保健室の先生にしてUFO研究部顧問。翔太を勧誘したい模様。

## スタッフ
- シナリオ - でぇすて
- 原画 - ちんじゃおろおす
- 音楽 - ロドリゲスのぶ

## 主題歌
はぁはぁテレパス
作詞 - KOTOKO / 作曲 - ロドリゲスのぶ / 歌 - 清水こずえ